# The Twang
I The Twang sono un gruppo musicale indie rock britannico originario di Birmingham e attivo dal 2004.

## Discografia
Album
- 2007 - Love It When I Feel Like This
- 2009 - Jewellery Quarter
- 2012 - 10:20
- 2014 - NEONTWANG

EP
- 2011 - Guapa EP